# Cylindrothecium columnare
Cylindrothecium columnare là một loài Rêu trong họ Entodontaceae. Loài này được (Schwägr.) Paris mô tả khoa học đầu tiên năm 1894.